# Forkorus Yoboisembut
Forkorus Yoboisembut (* in West-Papua) – ist ein papuanischer, politischer Aktivist, der sich für die Unabhängigkeit der Bevölkerung West-Papuas (Indonesien) einsetzt.
Er ist der Ratsvorsitzende von Papuas oppositioneller Organisation Dewan Adat Papua. Bekannt wurde er für seine Forderung einer internationalen Untersuchung des Todesfalls von West-Papuas Oppositionellen, Yawan Wayeni. Er erklärte, dass eine Aufklärung des Falles vor dem indonesischen Gericht unglaubwürdig sein würde. Er kritisierte zudem die indonesische Regierung bezüglich deren Unterstützung des Umsiedlungsprogramms von Java-Umsiedlern, welche die traditionell von Papuanern bewohnten Gebiete kolonisieren sollen. Vom 17. bis 19. Oktober 2011 nahm er an dem Dritten Volkskongress Papuas in der Stadt Abepur teil und wurde zum vorläufigen Präsidenten der symbolischen, nicht existierenden Demokratischen Republik von Papua gewählt. Am 19. Oktober 2011 wurde er wegen Hochverrats verhaftet. Als Anfang Dezember 2011 die indonesische Truppen eine Militäroperationen in der Stadt Paniai starteten, forderte er die US-Regierung und die internationale Gemeinschaft auf, den politischen Druck auf die indonesische Behörden auszuüben, womit sie diese Aktion beenden soll.